# Gedicht (Lied)
Gedicht ist ein Lied des deutschen Rappers Nico Suave, in Kooperation mit dem deutschen Soulsänger Flo Mega. Das Stück ist die erste Singleauskopplung aus seinem vierten Studioalbum Unvergesslich.

## Entstehung und Artwork
Geschrieben wurde das Lied gemeinsam von Benjamin Dernhoff, Daniel Nitt, Jan Rehorn, Alex Sprave und Nico Suave. Produziert wurde das Stück von Sprave. Die Single wurde unter dem Musiklabel Embassy of Music veröffentlicht, durch BMG Rights Management, Edition 126, Larrabeat Publishing und Universal Music Publishing verlegt sowie durch Tonpool vertrieben. Auf dem Cover der Maxi-Single sind – neben Künstlernamen und Liedtitel – die beiden Interpreten, in einem Tattooshop, zu sehen. Das Bild zeigt Flo Mega der Suaves rechten Unterarm tattoowiert.

## Veröffentlichung und Promotion
Die Erstveröffentlichung von Gedicht erfolgte als Einzeldownload am 15. August 2014. Das Lied ist ein Teil von Suaves vierten Studioalbum Unvergesslich das am 20. Februar 2015 erschien. Bereits ein halbes Jahr zuvor wurde das Stück auf dem Sampler des Bundesvision Song Contest 2014 zu finden. Um das Lied zu bewerben folgte unter anderem ein gemeinsamer Liveauftritt im Sat.1-Frühstücksfernsehen.
Bundesvision Song Contest 2014
Um das Lied und sich selbst zu bewerben, traten Suave und Flo Mega beim Bundesvision Song Contest 2014 für das Bundesland Hamburg an. Eigentlich stammen die beiden Interpreten aus Bremen und Nordrhein-Westfalen. Für Flo Mega war es bereits die zweite Teilnahme am Wettbewerb. 2011 belegte er mit Zurück für sein Heimatbundesland Bremen mit 111 Punkten den zweiten Platz und musste sich lediglich Tim Bendzko mit Wenn Worte meine Sprache wären geschlagen geben. Sie belegten mit 28 Punkten den zehnten Rang und mussten sich unter anderem Revolverheld mit ihrem Siegertitel Lass uns gehen, Jupiter Jones, Teesy, Marteria oder auch Andreas Bourani mit Auf anderen Wegen geschlagen geben. Aus ihrer „Wahlheimat“ Hamburg bekamen sie mit 10/12 Punkten die höchste Punktzahl des Abends, insgesamt bekamen sie aus sieben Bundesländern Punkte. Im Vorfeld der Auftritte wurden zur Promotion kleine Einspieler gezeigt, in denen Stefan Raab zusammen mit den Heavytones die Interpreten in einem Proberaum trafen und eine kleine Jamsession abhielten. Hierbei spielte Raab zusammen mit Flo Mega eine Akustikversion von dessen Hit Zurück sowie ein Medley von „Hamburger Rap-Klassikern“ mit Mega und Suave. Das Medley beinhaltete unter anderem Hammerhart von den Absoluten Beginnern, Bon Voyage von Deichkind und Nina sowie Jein und Nordisch by Nature von Fettes Brot. Als Geschenk überreichten die beiden Raab ein „Hamburger Fischbrötchen“.
Auf die Frage, wieso er die beiden teilnehmen, sagten Suave Folgendes:

„Wir sind dabei, weil Stefan sich für uns entschieden hat, Flo in der Voice of Germany Jury nicht genommen wurde und unser Song Gedicht das Gefühl von Sommer in Hamburg am besten widerspiegelt!. Wir treten für Hamburg an, da ich hier seit vielen Jahren lebe und die Stadt meine neue Heimat geworden ist. Hier hab ich meine Traumfrau getroffen, hier wurde meine Tochter geboren und mein Weg in der Musiklandschaft geebnet. Daumen hoch für dieses wunderschöne Fleckchen Erde.“

Punktevergabe
|   |   |   |   |   |    |   |   |   |   |   |   |   |   |   |   | Gesamt |
| - | - | - | - | - | -- | - | - | - | - | - | - | - | - | - | - | ------ |
| 0 | 0 | 0 | 0 | 7 | 10 | 0 | 1 | 1 | 0 | 2 | 4 | 0 | 0 | 3 | 0 | 28     |

## Inhalt
| „Du bist, du bist wie ein Gedicht für mich. Deshalb, deshalb schreib ich ein Gedicht für dich.“ – Refrain, Originalauszug | Der Liedtext zu Gedicht ist in deutscher Sprache verfasst. Die Musik und der Text wurden von Benjamin Dernhoff, Daniel Nitt, Jan Rehorn, Alex Sprave und Nico Suave geschrieben. Musikalisch bewegt sich das Lied im Bereich des Hip-Hop (Boom bap) und der Popmusik. Das Tempo beträgt 80 Beats per minute. Aufgebaut ist das Lied auf einem Intro, zwei Strophen und einem Refrain zwischen dem Intro, den beiden Strophen, sowie ein mehrfach sich wiederholender am Ende des Liedes. Das Intro und der Refrain werden von Flo Mega gesungen, die Strophen von Suave gerappt. Als Instrumentalist ist Philipp Thimm an den Streichinstrumenten zu hören. In einem Interview mit TV total gab Suave an, dass das Lied der Frauenwelt gewidmet sei bzw. in seinem Fall einem ganz bestimmten Menschen. Es sei eine Liebeserklärung und indirekt eine Aufforderung den Tag im Bett zu verbringen, das Leben mal wieder richtig spüren und vieles mehr. Es sei ein positives Lied, das auch zu positiven Gedanken anregen soll. |

## Musikvideo
Das Musikvideo zu Gedicht wurde im OH MY Café Dortmund gedreht und feierte am 11. September 2014 auf der Videoplattform YouTube seine Premiere. Zu sehen sind die beiden Interpreten, die sich zunächst alleine durch eine zweidimensionale Welt bewegen. Während Suave nur zu Fuß durch diese 2D-Welt bewegt, ist Mega unter anderem auf einem Schiff und in einem Heißluftballon unterwegs. Gegen Ende des Videos taucht eine reale Hand auf, die Suave zunächst in den Himmel hebt, ehe er plötzlich neben Mega in einem Heißluftballon steht. Am Ende des Videos landen die beiden auf einer Konzertbühne, wo sie ihren Auftritt beenden. Die Gesamtlänge des Videos beträgt 3:09 Minuten. Regie führte Feliks Horn. Bis Februar 2025 zählte das Musikvideo über 380 Tausend Aufrufe bei YouTube.

## Mitwirkende
| Liedproduktion - Benjamin Dernhoff: Komponist, Liedtexter - Flo Mega: Gesang - Daniel Nitt: Komponist, Liedtexter - Jan Rehorn: Komponist, Liedtexter - Alex Sprave: Komponist, Liedtexter, Musikproduzent - Nico Suave: Komponist, Liedtexter, Rap - Philipp Thimm: Streichinstrumente Musikvideo - Feliks Horn: Regisseur - Samina Mohn: Szenenbild - Babs Tarabczynski: Szenenbild Assistenz - Sebastian Tomczak: 2D VFX, Mischung | Unternehmen - BMG Rights Management: Verlag - Edition 126: Verlag - Embassy of Music: Musiklabel - Larrabeat Publishing: Verlag - OH MY: Filmproduzent (Musikvideo) - Tonpool: Vertrieb - Universal Music Publishing: Verlag |

## Rezensionen
Dani Fromm vom deutschen Online-Magazin laut.de vergab für das Album Unvergesslich drei von fünf Sternen und beschrieb Gedicht bei seiner Rezension als „süß“ und „poetisch“.

## Chartplatzierungen
Gedicht erreichte in Deutschland Position 78 der Singlecharts und konnte sich insgesamt eine Woche in den Charts halten. Das Stück konnte sich ebenfalls drei Tage in den Tagesauswertungen der deutschen iTunes-Charts platzieren und erreichte mit Position 43 seine Höchstplatzierung. Für Suave ist dies nach Vergesslich der zweite Charterfolg in den deutschen Singlecharts. Als Autor ist es nach Vergesslich und Vorsprechtermin (Sleepwalker feat. Hamburg City All Stars) der dritte Charterfolg. Für Flo Mega ist Gedicht nach Zurück ebenfalls der zweite Charterfolg als Interpret in Deutschland. Für Nitt als Autor ist dies nach Au revoir (Mark Forster feat. Sido) der zweite Charterfolg in Deutschland. Dernhoff, Rehorn und Sprave erreichten in ihrer Autoren- oder Produzententätigkeit mit Gedicht erstmals die deutschen Singlecharts.